# Victor Lind
Victor Stange Lind, född 12 juli 2003, är en dansk fotbollsspelare (anfallare) som spelar för IF Brommapojkarna. 

## Karriär
Lind inledde sin seniorkarriär för superligalaget FC Midtjylland 2021. Hösten 2022 lånades han ut till det norska eliteserielaget Hamarkameratene och i januari 2023 gick flytten till IFK Norrköping, återigen som lån.